# Фатеев, Александр Иванович
Александр Иванович Фатеев — советский хозяйственный, государственный и политический деятель.

## Биография
Родился в 1922 году в деревне Колонтаево. Член КПСС.
Окончил Московский автомеханический институт.
Участник Великой Отечественной войны
До 1954 — конструктор, старший инженер-конструктор Московского автозавода имени Лихачева.
В 1954—1959 — секретарь парткома Московского автозавода имени Лихачева.
В 1959—1961 — секретарь Пролетарского районного комитета КПСС города Москвы.
В 1961—1963 — ответработник ВСНХ.
В 1963—1966 — инструктор ЦК КПСС, главный инспектор КПГК Бюро ЦК КПСС по РСФСР.
В 1966—1969 — секретарь парткома Министерства автомобильной промышленности СССР.
В 1969—1971 — первый секретарь Дзержинского районного комитета КПСС города Москвы.
Делегат XXIII съезда КПСС.
Умер в 1971 году в Москве.

## Награды
- Орден Трудового Красного Знамени (1966)